# Ami Kölare
Anne-Marie (Ami) Telma Kölare, född 28 april 1933 i Göteborg, död 3 januari 1980, var en svensk keramiker och tecknare.
Hon var dotter till Gunnar Ossian Esberg och Lori Esberg samt gift med Nils Olof Kölare. Kölare studerade vid Konstfackskolan i Stockholm 1954-1958. Bland hennes offentliga arbeten märks en väggutsmyckning på Beckomberga Sjukhus i Bromma. Kölare är representerad vid Moderna museet i Stockholm och i Gustav VI Adolfs samling.